# Valentina Gautier
 (juillet 2018).
Si vous disposez d'ouvrages ou d'articles de référence ou si vous connaissez des sites web de qualité traitant du thème abordé ici, merci de compléter l'article en donnant les références utiles à sa vérifiabilité et en les liant à la section « Notes et références ».
Pour les articles homonymes, voir Gautier.
Valentina Gautier, vrai nom Liliana Boselli, est une chanteuse italienne.

## Discographie

### Album
- 1981 - Valentina
- 1991 - Quasi un angelo (Five Record, FM-13681)
- 1992 - Anima fragile (Five Record)
- 1998 - La danza delle ombre
- 2006 - Streghe

### Singles
- 1981 - Anima/Dottore (Traccia, TRS-1013)
- 1983 - Vita gialla/Hollywood (Fonit Cetra, SP-1805)
- 1996 - Be Free
- 2015 - Non credo (download)